# Сконе (лен)

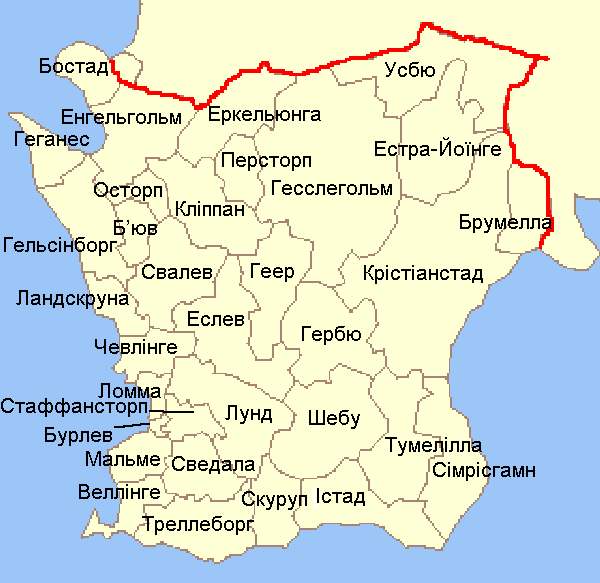
Комуни лену Сконе

Лен Ско́не (швед. Skåne län) — лен, розташований на південному узбережжі Швеції у провінції (ландскапі) Сконе. Межує з ленами Крунуберґ, Галланд та Блекінге. Адміністративний центр — Мальме.
Сконе — це найпівденніша частина Швеції, що є частиною регіону Ересунн, однієї з Європейських найінноваційніших та найдинамічніших областей.
З власним ринком в 3,5 мільйони споживачів Ересунн є найгустонаселенішою областю в Скандинавії. Залізничне сполучення в Ересунні та автомобільний міст дозволяє використовувати аеропорт Копенгагена як найближчий до Мальме, третього за величиною міста в Швеції. Дорога з Мальме до Копенгагена займає 15 хвилин.
Три міжнародні аеропорти, пречудове залізничне сполучення, автомобільні шляхи і морський порт роблять регіон транспортними воротами в Скандинавію. Довгий час інвестувалися освіта, наукові дослідження та засоби комунікації, для того щоб створити оптимальні умови для росту і сталого розвитку економіки. Академічний рівень у цій області Швеції найвищий. Університет в Ересунні об'єднує 14 інститутів, де навчаються 140 000 студентів.
З роками регіон Ересунн став джерелом нових розробок і технологій, сюди йде приплив капіталу і кваліфікованого управлінського персоналу. Основними ланками регіональної індустрії є наукові, інформаційні і комунікаційні технології та харчова промисловість. Широкий розвиток отримали дослідження і розробки в галузі бездротової комунікації, методів електронних розв'язань проблем, а також мікро- і нанотехнологій.
У регіоні Ересунн лежить «долина Медікон» (Medicon Valley) — знамените підприємство, світовий лідер у виробництві фармацевтичних препаратів, названа за аналогією зі словосполученням Silicon Valley (силіконовою долиною).

## Історія
Лен утворено 1 січня 1997 р. з ленів Мальмегус і Крістіанстад.

## Адміністративний поділ
Адміністративно лен Сконе поділяється на 33 комуни:
| 1. Комуна Бостад (Båstads kommun) 2. Комуна Брумелла (Bromölla kommun) 3. Комуна Бурлев (Burlövs kommun) 4. Комуна Б’юв (Bjuvs kommun) 5. Комуна Веллінге (Vellinge kommun) 6. Комуна Геганес (Höganäs kommun) 7. Комуна Геер (Höörs kommun) 8. Комуна Гельсінборг (Helsingborgs kommun) 9. Комуна Гербю (Hörby kommun) 10. Комуна Гесслегольм (Hässleholms kommun) 11. Комуна Енгельгольм (Ängelholms kommun) 12. Комуна Еркельюнга (Örkelljunga kommun) 13. Комуна Еслев (Eslövs kommun) 14. Комуна Естра-Йоїнге (Östra Göinge kommun) 15. Комуна Істад (Ystads kommun) 16. Комуна Кліппан (Klippans kommun) 17. Комуна Крістіанстад (Kristianstads kommun) | 1. Комуна Ландскруна (Landskrona kommun) 2. Комуна Ломма (Lomma kommun) 3. Комуна Лунд (Lunds kommun) 4. Комуна Мальме (Malmö kommun) 5. Комуна Осторп (Åstorps kommun) 6. Комуна Персторп (Perstorps kommun) 7. Комуна Свалев (Svalövs kommun) 8. Комуна Сведала (Svedala kommun) 9. Комуна Сімрісгамн (Simrishamns kommun) 10. Комуна Скуруп (Skurups kommun) 11. Комуна Стаффансторп (Staffanstorps kommun) 12. Комуна Треллеборг (Trelleborgs kommun) 13. Комуна Тумелілла (Tomelilla kommun) 14. Комуна Усбю (Osby kommun) 15. Комуна Чевлінге (Kävlinge kommun) 16. Комуна Шебу (Sjöbo kommun) |